# Padiglione di Ali Vafi
Il Padiglione di Ali Vafi (in turco Ali Vafi Köşkü), noto anche come Yalı di Ayvazpaşazade o Yalı di Memduh Pascià, è uno Yalı situato a Istanbul, in Turchia.

## Ubicazione
Lo Yalı è situato sul lato europeo del Bosforo, nella mahalle di Kuruçeşme del distretto di Beşiktaş.

## Storia
Quando fu costruito per la prima volta esso apparteneva a un banchiere armeno, ma Ali Vafi il Cretese la acquistò nel 1915. Si dice che nel giardino ci fossero una tipografia e un ascensore ad acqua. Oggi viene ancora affittato e utilizzato. Sul retro della villa si trova il boschetto di Ali Vafi. Dopo l'incendio del 1919, una parte della villa è bruciata e negli anni '80 è stata ricostruita secondo il progetto originale.
L'attuale proprietario della villa è Behram Eromi, proprietario della NAB Holding.